# 百襞海螄螺
百襞海螄螺（学名：Epitonium calideum）为海螄螺科海螄螺屬下的一个种。